# Сундсвал
Сундсвал (швед. Sundsvall) град је у Шведској, у средишњем делу државе. Град је у оквиру Западнонорског округа, чији је највећи град, али не и управно седиште (то је знатно мањи Хернесанд). Сундсвал је истовремено и седиште истоимене општине.

## Географија
Град Сундсвал се налази у средишњем делу Шведске и источном делу Скандинавског полуострва. Од главног града државе, Стокхолма, град је удаљен 380 km северно.
Рељеф: Сундсвал се развио у области Меделпад, у оквиру историјске покрајине Норланд. Подручје око града је брдско, а сам град је подигнут на веома покренутом терену. Стога се надморска висина креће 0-80 м.
Клима у Сундсвалу влада оштрији облик континенталне климе.
Воде: Сундсвал се развио у омањем заливу већег Ботнијског залива Балтичког мора. На том месту се река Селонгерсон улива у море. Дато место је било добра „природна лука“. У градском залеђу смештено је мноштво малих ледничких језера.

## Историја
Подручје на месту Сундсвала насељено је у праисторије. Ради осигурања свог утицаја на северу шведска круна овде оснива Сундсвал 1621. године.
Следећа три века најважнији догађаји били су градски пожари, укупно четири. Последњи, из 1888. године, сматра се највећим пожаром у историји Шведске. После тога град је обновљен у правилној ортогоналној мрежи улица и са градњом у камену.
Нови препород Сундсвал доживљава у другој половини 19. века са проласком железнице и доласком индустрије. Тада град постаје стециште шведске индустрије дрвета. Град је почетком 20. века имао већи значај него данас. Постепено, долази до бржег развоја јужнијих крајева државе, а град губи на значају. И поред тога благостање града и његових становника и дан-данас постоји.

## Становништво
Сундсвал је данас град средње величине за шведске услове. Град има око 51.000 становника (податак из 2010. г.), а градско подручје, тј. истоимена општина има око 96.000 становника (податак из 2010. г.). Последњих деценија број становника у граду стагнира.
До средине 20. века Сундсвал су насељавали искључиво етнички Швеђани. Међутим, са јачањем усељавања у Шведску, становништво града је постало шароликије, али опет мање него у случају других већих градова у држави.

## Привреда
Данас је Сундсвал савремени индустријски град са посебно развијеном индустријом (прерада дрвета, производња папира и алуминијума). Последње две деценије посебно се развијају трговина, услуге и туризам.

## Партнерски градови
- Сендерборг

## Галерија
- Поглед на градско језгро
- Главна пешачка улица Сторгатан
- Саборна црква Густава Адолфа
- Погони папирне индустрије